# Cúpula entre Eritreia e Etiópia em 2018

A Cúpula entre Eritreia e Etiópia em 2018 ou Cimeira Eritreia-Etiópia de 2018  (também conferência de paz Eritreia-Etiópia de 2018) foi uma cimeira bilateral que ocorreu em 8 e 9 de julho de 2018 em Asmara, Eritreia, entre o presidente da Eritreia Isaias Afwerki e o primeiro-ministro da Etiópia Abiy Ahmed e oficiais de ambos os países.
Os dois líderes assinaram uma declaração conjunta encerrando formalmente o conflito fronteiriço etíope-eritreu, restaurando plenamente as relações diplomáticas e concordando em abrir suas fronteiras entre si para pessoas, bens e serviços. Considerou-se também que a declaração conjunta para encerrar todos os capítulos relativos à Guerra Eritreia-Etiópia (1998-2000) e aos confrontos esporádicos de fronteira subsequentes.